# 마야부인 (신라)
마야부인(摩耶夫人)은 신라 제26대 왕 진평왕의 왕비이다. 성은 김씨(金氏), 이름은 복힐구(福肹口), 27대 왕 선덕여왕의 모후이다. 마야 부인의 이름은 석가모니(싯다르타)의 어머니 마야부인(摩耶夫人)에서 따왔다. 법흥왕 때 불교가 공인되면서 신라 왕족의 이름을 불교적 요소, 의미를 포함하는 이름으로 짓게 되었다. 진평왕과의 사이에서 아들을 두지 못하고 딸만 넷을 두었지만 딸 4명들 중 2명(선화,천화)은 실존여부가 불분명.

## 생애
마야부인 김씨(麻耶夫人)라고도 표기한다. 진평왕(眞平王)의 정비이며, 성은 김씨, 이름은 복힐구(福肸口)이며, 복승갈문왕(福勝葛文王)의 딸이다. 진평왕(眞平王)은 마야부인(摩耶夫人)에 이어 승만부인(僧滿夫人) 손씨를 후비로 두었으나, 왕통을 이을 왕자를 얻지 못하였다. 그리하여 마야부인 소생 덕만공주(德曼)가 왕위에 올라 선덕여왕(善德女王)이 되었다.

## 가계
- 아버지 : 복승갈문왕(福勝葛文王)
- 어머니 : ?
  - 남편 : 진평왕(眞平王)
    - 딸 : 천명공주(天明公主)
    - 딸 : 선덕여왕(덕만공주, 善德女王)

## 마야부인이 등장한 작품
- 《서동요》(SBS, 2005년~2006년 배우:김화란)
- 《선덕여왕》(MBC, 2009년 배우:박수진, 윤유선)
- 《대왕의 꿈》(KBS, 2012년~2013년 배우:임난영)

## 관련 기록
- 화랑세기에는 삼국사기, 삼국유사에 나오지 않는 마야 부인에 대한 기록이 있지만, 기본적으로 야사이고 위서 논란이 있으므로, 실제 역사로 이해될 수 없다.
- 진평왕의 왕비 마야부인의 딸로 기록된 선화공주는 실존성이 고증되지 않았다. 선화공주는 미륵사지를 창건했다고 하는데, 미륵사지 발굴 결과 미륵사지를 창건한 사람은 선화공주가 아닌 것으로 밝혀졌다.

## 참고 문헌
- 삼국사기(三國史記)
- 삼국유사(三國遺事)